# Arroio do Sal
Arroio do Sal es un municipio brasileño del estado de Rio Grande do Sul, perteneciente a la microrregión de Osório.
Se encuentra ubicado a una latitud de 29º33'05" Sur y una longitud de 49º53'20" Oeste, estando a una altitud de 6 metros sobre el nivel del mar. Su población estimada para el año 2004 era de 6.423 habitantes. 
Ocupa una superficie de 127,48 km².
- Datos: Q1648525
- Multimedia: Arroio do Sal / Q1648525